# Thot

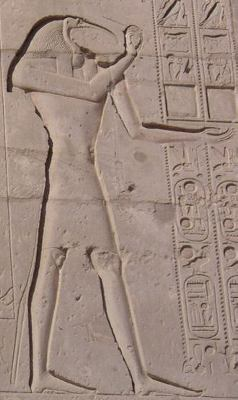
Thot ábrázolása (Ramesszeum)

Thot (a név eredeti egyiptomi változata Dzsehuti, ḏḥwty) az ókori egyiptomi vallásban az írás, a bölcsesség, a tudományok és a mágia istene, az írnokok pártfogója. Az orvosok patrónusa is volt, az Ebers-papirusz receptjeit az előszóban neki tulajdonítják. Íbiszként vagy páviánként, néha emberfejjel ábrázolják, kezében papirusszal és írónáddal. Összefüggésbe hozták a Holddal is, talán szent állata, az íbisz horgas, holdsarlóra emlékeztető csőre miatt.
Szent száma a nyolcas, szent városának óegyiptomi neve, a Hemenu is ezt jelenti. A város későbbi neve Hermopolisz.
Attribútumai miatt a görög Hermésszel azonosítják. Ezoterikus körökben állítják, hogy személye azonos a későbbi korokban beavatott bölcsként tisztelt Hermész Triszmegisztosszal (Háromszor-Hatalmas Hermész).

## A mítoszokban
Érdekes módon rokonság nélkül áll az egyiptomi pantheonban. Mitológiája elég terjedelmes. Helye van a Napbárkában, Ré égi csónakjában és jelen van a szív megmérettetésénél, ahol ő jegyzi le az eredményt. Ő gyógyítja meg Hórusz szemét, amikor az megsérül a Széthtel vívott harcok közben (ez a szem lesz az Udzsat-szem, amit védő-amulettként használtak). Ő és Szesat, az írás istennője írják fel a fáraó nevét az ised-fa leveleire. A Piramisszövegekben néha ő viszi fel szárnyán a halott lelkét az égbe.
Fontos szerepe volt az ókori egyiptomi naptár kialakulásában, annak első hónapja is az ő nevét viseli.
Van azonban még egy szerepe, egy sokkal fontosabb, ami azonban nem világlik ki egyértelműen az istenség mitológiai szerepéből. Ő a Napbárkában a „világ rendjének” őrizője. Ez Ízisz és Ozírisz mítoszának egy epizódjából derül ki. Amikor Ízisz a Delta-vidék mocsaraiban rejtegeti a gyermek Hóruszt Széth haragja elől, az ifjú istent megmarja egy skorpió. Ízisz annyira kétségbeesetten kezd kiabálni, hogy még a Napbárka is megáll égi útján. Az istenek Thotot ugrasztják ki, hogy tegye rendbe a dolgokat. Az isten meggyógyítja Hóruszt, Ízisz is abbahagyja a zokogást, a Napbárka pedig folytathatta útját.